# Lista de curtas-metragens da Pixar

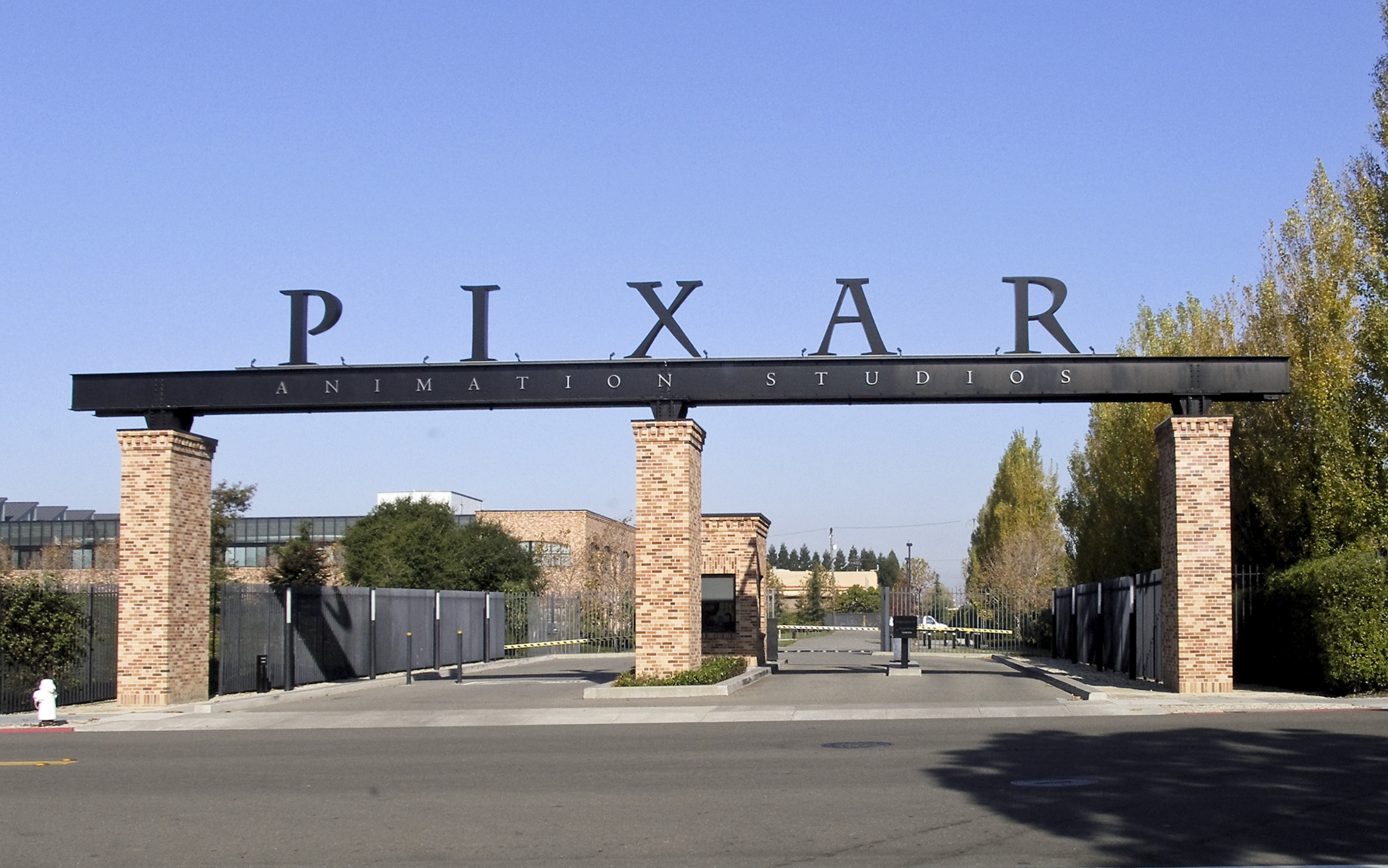
Sede da Pixar Animation Studios, na Califórnia.

Esta é uma lista de curtas-metragens de animação produzidos pela Pixar Animation Studios.
Começando com o segundo filme da Pixar, A Bug's Life, quase todos os filmes subsequentes da Pixar foram exibidos nos cinemas junto com um curta-metragem original criado pela Pixar, conhecido como "curta". Outros curtas da Pixar, lançados apenas na mídia doméstica, foram criados para mostrar a tecnologia da Pixar ou as capacidades cinematográficas, ou por encomenda para clientes.
A Pixar começou a produzir curtas na década de 1980. Os primeiros curtas foram feitos enquanto a Pixar ainda era uma empresa de hardware de computador, quando John Lasseter era o único animador profissional no pequeno departamento de animação da empresa. Começando com Geri's Game, depois que a Pixar se converteu em um estúdio de animação, todos os curtas posteriores foram produzidos com uma equipe e um orçamento maiores.
Em 1991, a Pixar fez quatro curtas CGI produzidos para a série de TV Vila Sésamo. O curta ilustra diferentes pesos e direções estrelado por Luxo Jr. e Luxo - Leve e Pesado, Surpresa, Cima e Baixo e Frente e Verso . 
Durante o desenvolvimento de Toy Story, a Pixar criou uma divisão para trabalhar em videogames da Pixar chamada Pixar's Interactive Products Group, especificamente entradas de Toy Story no Disney's Animated Storybook e Disney's Activity Center. Devido aos intensos recursos necessários, a divisão foi finalmente encerrada e a equipe foi redistribuída para começar a criar curtas-metragens para acompanhar os lançamentos teatrais da Pixar.
Começando com A Bug's Life, a Pixar criou conteúdo extra para cada um de seus filmes que não faz parte da história principal. Para seus primeiros lançamentos teatrais, esse conteúdo estava na forma de outtakes e aparecia como parte dos créditos do filme. Para cada um de seus filmes, esse conteúdo foi um curta feito exclusivamente para o lançamento em DVD do filme.
Entre todos os longas-metragens da Pixar, apenas Toy Story, Coco, Toy Story 4, Onward e Soul não têm curtas teatrais da Pixar, já que a prática ainda não havia começado com Toy Story, Coco tinha o curta da Disney Animation Olaf's Frozen Adventure, Onward teve o curta Playdate with Destiny, do 20th Century Animation, baseado na série de animação Os Simpsons, e Soul recebeu apenas um lançamento teatral limitado.  Toy Story 4 é o único filme que não possui curta-metragem.

## Curtas

### Curtas-metragens Teatrais
| Nº | Data de lançamento      | Estúdio                 | Título original                    | Título no Brasil                    | Título em Portugal               | Diretor                       | Produtor                                         | IMDb | Oscar de melhor curta de animação |
| -- | ----------------------- | ----------------------- | ---------------------------------- | ----------------------------------- | -------------------------------- | ----------------------------- | ------------------------------------------------ | ---- | --------------------------------- |
| 1  | 25 de julho de 1984     | Lucasfilm               | The Adventures of André & Wally B. | André e Wally B.                    | As Aventuras de André e Wally B. | Alvy Ray Smith                | John Lasseter                                    | 5,3  | —                                 |
| 2  | 17 de agosto de 1986    | Pixar Animation Studios | Luxo Jr.                           | Luxo Jr.                            | Luxo Jr.                         | John Lasseter                 | John Lasseter                                    | 7,3  | Indicado                          |
| 3  | 30 de novembro de 1987  | Pixar Animation Studios | Red's Dream                        | Sonho do Red                        | O Sonho de Red                   | John Lasseter                 | John Lasseter                                    | 6,3  | —                                 |
| 4  | 30 de dezembro de 1988  | Walt Disney Studios     | Tin Toy                            | Tin Toy                             | Tin Toy                          | John Lasseter                 | John Lasseter                                    | 6,5  | Venceu                            |
| 5  | 17 de março de 1989     | Pixar Animation Studios | Knick Knack                        | Knick Knack                         | Sunny Knicks Knacks              | John Lasseter                 | John Lasseter                                    | 7,5  | —                                 |
| 6  | 24 de novembro de 1997  | Pixar Animation Studios | Geri's Game                        | O Jogo de Geri                      | O Jogo de Geri                   | Jan Pinkava                   | Karen Dufilho                                    | 7,9  | Venceu                            |
| 7  | 5 de junho de 2000      | Walt Disney Studios     | For The Birds                      | Para os Pássaros/Coisas de Pássaros | Coisas de Pássaros               | Ralph Eggleston               | Ralph Eggleston                                  | 8,0  | Venceu                            |
| 8  | 05 de novembro de 2003  | Walt Disney Studios     | Boundin'                           | Pular                               | Saltitão                         | Bud Luckey e Roger Gould      | Osnat Shurer                                     | 7,0  | Indicado                          |
| 9  | 11 de junho de 2005     | Walt Disney Studios     | One Man Band                       | A Banda de Um Homem Só              | O Homem Orquestra                | Andrew Jimenez e Mark Andrews | Osnat Shurer, John Lasseter e Brad Bird          | 7,7  | Indicado                          |
| 10 | 29 de junho de 2007     | Walt Disney Studios     | Lifted                             | Quase Abduzido                      | Rapinado                         | Gary Rydstrom                 | Katherine Sarafian, Osnat Shurer e John Lasseter | 7,8  | Indicado                          |
| 11 | 27 de junho de 2008     | Walt Disney Studios     | Presto                             | Presto                              | Presto                           | Doug Sweetland                | Richard Hollander                                | 8,3  | Indicado                          |
| 12 | 29 de maio de 2009      | Walt Disney Studios     | Partly Cloudy                      | Parcialmente Nublado                | Parcialmente Nublado             | Peter Sohn                    | Kevin Reher                                      | 8,2  | —                                 |
| 13 | 18 de junho de 2010     | Walt Disney Studios     | Day & Night                        | Dia e Noite                         | Dia e Noite                      | Teddy Newton                  | Kevin Reher                                      | 8,1  | Indicado                          |
| 14 | 6 de Junho de 2012      | Walt Disney Studios     | La Luna                            | La Luna                             | A Lua                            | Enrico Casarosa               | Kevin Reher                                      | 8,0  | Indicado                          |
| 15 | 12 de fevereiro de 2013 | Walt Disney Studios     | The Blue Umbrella                  | O Guarda-Chuva Azul                 | Guarda-Chuva Azul                | Saschka Unseld                | Marc Greenberg                                   | 7,6  | —                                 |
| 16 | 19 de junho de 2015     | Walt Disney Studios     | Lava                               | Lava                                | Lava                             | James Ford Murphy             | Andrea Warren                                    | 7,2  | —                                 |
| 17 | 15 de junho de 2015     | Walt Disney Studios     | Sanjay's Super Team                | Os Heróis de Sanjay                 | Sanjay Super Equipa              | Sanjay Patel                  | Nicole Paradis Grindle                           | 6,9  | Indicado                          |
| 18 | 17 de junho de 2016     | Walt Disney Studios     | Piper                              | Piper: Descobrindo o Mundo          | Piper                            | Alan Barillaro                | Alan Barillaro                                   | 8,4  | Venceu                            |
| 19 | 12 de março de 2017     | Walt Disney Studios     | Lou                                | Lou                                 | Lou                              | Dave Mullins                  | Dave Mullins                                     | 7,9  | Indicado                          |
| 20 | 15 de junho de 2018     | Walt Disney Studios     | Bao                                | Bao                                 | Bao                              | Domee Shi                     | Becky Neiman-Cobb                                | 7,5  | Venceu                            |

### SparkShorts
SparkShorts é uma série de curtas-metragens de animação produzidos por cineastas e artistas da Pixar, semelhante à série irmã Short Circuit da Disney. Consiste em curtas independentes mais longos. Com o projeto, os funcionários da Pixar têm apenas seis meses e orçamentos limitados para desenvolver esses curtas de animação.
| Nº | Data de lançamento     | Título original  | Título no Brasil | Título em Portugal | Diretor            | Produtor                      | IMDb | Oscar de melhor curta de animação |
| -- | ---------------------- | ---------------- | ---------------- | ------------------ | ------------------ | ----------------------------- | ---- | --------------------------------- |
| 1  | 14 de agosto de 2018   | Purl             | Purl             | Purl               | Kristen Lester     | Gillian Libbert-Duncan        | 6,5  | —                                 |
| 2  | 18 de janeiro de 2019  | Smash and Grab   | Smash and Grab   | Smash e Grab       | Brian Larsen       | David Lally                   | 6,7  | —                                 |
| 3  | 18 de janeiro de 2019  | Kitbull          | Kitbull          | Kitbull            | Rosana Sullivan    | Kathryn Hendrickson           | 8,0  | Indicado                          |
| 4  | 12 de novembro de 2019 | Float            | Flutuar          | Voa                | Bobby Rubio        | Krissy Cababa                 | 7,4  | —                                 |
| 5  | 13 de dezembro de 2019 | Wind             | Wind             | Vento              | Edwin Chang        | Jesús MartÍnez                | 7,1  | —                                 |
| 6  | 10 de janeiro de 2020  | Loop             | Fitas            | Uma Volta          | Erica Milsom       | Michael Warch e Krissy Cababa | 6,8  | —                                 |
| 7  | 5 de junho de 2020     | Out              | Segredos Mágicos | Sair               | Steven Hunter      | Max Sachar                    | 7,8  | —                                 |
| 8  | 25 de dezembro de 2020 | Burrow           | Toca             | A Toca             | Madeline Sharafian | Mike Capbarat                 | 8,2  | Indicado                          |
| 9  | 10 de setembro de 2021 | Twenty Something | 20 e Poucos      | Vinte e Poucos     | Aphton Corbin      | Erik Langley                  | 7,4  | —                                 |
| 10 | 17 de setembro de 2021 | Nona             | Nona             | Nona               | Louis Gonzales     | Courtney Casper Kent          | 7,6  | —                                 |

### Curtas Baseados em Filmes
| Nº | Data de lançamento     | Estúdio             | Título original              | Título no Brasil              | Título em Portugal            | Diretor                   | Produtor                                     | IMDb | Oscar de melhor curta de animação |
| -- | ---------------------- | ------------------- | ---------------------------- | ----------------------------- | ----------------------------- | ------------------------- | -------------------------------------------- | ---- | --------------------------------- |
| 1  | 17 de setembro de 2002 | Walt Disney Studios | Mike's New Car               | O Novo Carro do Mike          | O Carro Cabral                | Pete Docter e Roger Gould | John Lasseter e Roger Gould                  | 7,1  | Indicado                          |
| 2  | 15 de março de 2004    | Walt Disney Studios | Jack-Jack Attack             | O Ataque do Zezé              | Zezé Ataca                    | Brad Bird                 | Roger L. Gould, John Lasseter e Osnat Shurer | 7,6  | —                                 |
| 3  | 15 de março de 2005    | Walt Disney Studios | Mr. Incredible and Pals      | Mr. Incredible and Pals       | Mr. Incredible and Pals       | Roger L. Gould            | Ann Brilz                                    | 6,6  | —                                 |
| 4  | 7 de novembro de 2006  | Walt Disney Studios | Mater and the Ghostlight     | Tom Mate e a Luz Fantasma     | Mate e a Luz do Além          | John Lasseter             | Mark Nielsen                                 | 6,6  | —                                 |
| 5  | 6 de novembro de 2007  | Walt Disney Studios | Your Friend the Rat          | Seu amigo, o Rato             | O Teu Amigo Rato              | Jim Capobianco            | Ann Brilz, Brad Bird e John Lasseter         | 7,1  | —                                 |
| 6  | 18 de novembro de 2008 | Walt Disney Studios | BURN-E                       | BURN-E                        | BURN-E                        | Angus MacLane             | John Lasseter e Andrew Stanton               | 7,7  | —                                 |
| 7  | 10 de novembro de 2009 | Walt Disney Studios | Dug's Special Mission        | A Missão Especial do Dug      | Uma Missão Especial de Dug    | Ronnie del Carmen         | Galyn Susman                                 | 7,0  | —                                 |
| 8  | 12 de novembro de 2009 | Walt Disney Studios | George & A.J.                | George & A.J.                 | George & A.J.                 | Josh Cooley               | Galyn Susman                                 | 6,1  | —                                 |
| 9  | 13 de novembro de 2012 | Walt Disney Studios | The Legend of Mor'du         | A Lenda De Mor'du             | A Lenda De Mor'du             | Brian Larsen              | Galyn Susman                                 | 6,2  | —                                 |
| 10 | 21 de março de 2014    | Walt Disney Studios | Party Central                | Central da Festa              | Féstodromo                    | Kelsey Mann               | Laurel Ladevich                              | 7,1  | —                                 |
| 11 | 14 de agosto de 2015   | Walt Disney Studios | Riley's First Date?          | O Primeiro Encontro de Riley? | O Primeiro Encontro da Riley? | Josh Cooley               | Mark Nielsen                                 | 7,5  | —                                 |
| 12 | 15 de novembro de 2016 | Walt Disney Studios | Marine Life Interviews       | Marine Life Interviews        | Marine Life Interviews        | Ross Stevenson            | Bob Roath e Marc Sondheimer                  | 6,0  | —                                 |
| 13 | 29 de março de 2017    | Walt Disney Studios | Dante's Lunch: A Short Tail  | Dante's Lunch: A Short Tail   | Dante's Lunch: A Short Tail   | Lee Unkrich               | Darla K. Anderson                            | 7,2  | —                                 |
| 14 | 7 de novembro de 2017  | Walt Disney Studios | Miss Fritter's Racing Skoool | Miss Fritter's Racing Skoool  | Miss Fritter's Racing Skoool  | James Ford Murphy         | Marc Sondheimer                              | 5,2  | —                                 |
| 15 | 23 de outubro de 2018  | Walt Disney Studios | Auntie Edna                  | Tia Edna                      | Tia Edna                      | Ted Mathot                | Marc Sondheimer                              | 7,1  | —                                 |
| 16 | 31 de janeiro de 2020  | Walt Disney Studios | Lamp Life                    | Aventuras de Betty            | Vida de Candeeiro             | Valerie LaPointe          | Marc Sondheimer                              | 6,7  | —                                 |
| 17 | 30 de abril de 2021    | Walt Disney Studios | 22 vs. Earth                 | 22 Contra a Terra             | 22 Contra a Terra             | Kevin Nolting             | Lourdes Marquez Alba                         | 7,2  | —                                 |
| 18 | 12 de novembro de 2021 |                     | Ciao Alberto                 | Oi, Alberto                   |                               | McKenna Harris            |                                              |      |                                   |

### Sessão Pipoca com a Pixar
| Título original                                | Título no Brasil                                   | Relacionado ao filme      | Ano(s) | Diretor(es)                 | Lançamento |
| ---------------------------------------------- | -------------------------------------------------- | ------------------------- | ------ | --------------------------- | ---------- |
| To Fitness and Beyond                          | Em forma e Além                                    | Toy Story 4               | 2021   | Adam Rodriguez              | Disney+    |
| Unparalleled Parking                           | Estacionamento Incomparável                        | Carros 3                  | 2021   | James Ford Murphy           | Disney+    |
| Dory Finding                                   | Dory Procurando                                    | Procurando Dory           | 2021   | Michal Makarewicz           | Disney+    |
| Soul of the City                               | Soul: A Alma da Cidade                             | Soul                      | 2021   | Christopher Chua            | Disney+    |
| Fluffy Stuff with Ducky and Bunny: Love        | Coisas Fofas com Patinho e Coelhinho: Amor         | Toy Story 4               | 2021   | Robert H. Russ              | Disney+    |
| Chore Day the Incredibles Way                  | Dia de Tarefas - Do Jeito dos Incríveis            | Os Incríveis 2            | 2021   | Alan Barillaro              | Disney+    |
| A Day in the Life of the Dead                  | Um Dia na Vida dos Mortos                          | Viva - A Vida é Uma Festa | 2021   | Allison Rutland             | Disney+    |
| Fluffy Stuff with Ducky and Bunny: Three Heads | Coisas Fofas com Patinho e Coelhinho: Três Cabeças | Toy Story 4               | 2021   | Robert H. Russ              | Disney+    |
| Dancing with the Cars                          | Dançando com os Carros                             | Carros 3                  | 2021   | Juan Carlos Navarro Carrión | Disney+    |
| Cookie Num Num                                 | Cookie Nham-Nham                                   | Os Incríveis 2            | 2021   | Jae Hyung Kim               | Disney+    |

## Séries de Curtas

### Cars Toons
Cars Toons é uma série de curtas de Carros, que estreou a 27 de outubro de 2008 e finalizou a 20 de maio de 2014 com a direção de John Lasseter, Rob Gibbs e Jeremy Lasky, e com a produção de Kimberly Adams.

#### Contos de Mater
| Título                    | Ano  | Diretor(es)   | Estreia                              |
| ------------------------- | ---- | ------------- | ------------------------------------ |
| Rescue Squad Mater        | 2008 | John Lasseter | Toon Disney                          |
| Mater the Greater         | 2008 | John Lasseter | Toon Disney                          |
| El Materdor               | 2008 | John Lasseter | Toon Disney                          |
| Tokyo Mater               | 2008 | John Lasseter | Teatral com Bolt                     |
| Unidentified Flying Mater | 2009 | John Lasseter | Disney Channel                       |
| Monster Truck Mater       | 2010 | John Lasseter | Disney Channel                       |
| Heavy Metal Mater         | 2010 | John Lasseter | Disney Channel                       |
| Moon Mater                | 2010 | Rob Gibbs     | DVD + Blu-ray com Mater's Tall Tales |
| Mater Private Eye         | 2010 | Rob Gibbs     | DVD + Blu-ray com Mater's Tall Tales |
| Air Mater                 | 2011 | Rob Gibbs     | DVD + Blu-ray com Carros 2           |
| Time Travel Mater         | 2012 | Rob Gibbs     | Disney Channel                       |

#### Contos de Radiator Springs
| Título                    | Ano  | Diretor(es)             | Estreia                |
| ------------------------- | ---- | ----------------------- | ---------------------- |
| Hiccups                   | 2013 | Jeremy Lasky            | Disney Channel         |
| Bugged                    | 2013 | Jeremy Lasky            | Disney Channel         |
| Spinning                  | 2013 | Jeremy Lasky            | Disney Channel         |
| The Radiator Springs 500½ | 2014 | Rob Gibbs e Scott Morse | Disney Movies Anywhere |

### Toy Story Toons
| Nº | Data de lançamento     | Estúdio             | Título original   | Título no Brasil       | Título em Portugal | Diretor       | Produtor      | IMDb | Oscar de melhor curta de animação |
| -- | ---------------------- | ------------------- | ----------------- | ---------------------- | ------------------ | ------------- | ------------- | ---- | --------------------------------- |
| 1  | 24 de junho de 2011    | Walt Disney Studios | Hawaiian Vacation | Férias no Havaí        | Férias Havaianas   | Gary Rydstrom | Galyn Susman  | 7,3  | —                                 |
| 2  | 23 de novembro de 2011 | Walt Disney Studios | Small Fry         | Um Pequeno Grande Erro | O Pequeno Buzz     | Angus MacLane | Kim Jorgensen | 7,1  | —                                 |
| 3  | 14 de setembro de 2012 | Walt Disney Studios | Partysaurus Rex   | Festassauro Rex        | Rex Festa Saurus   | Mark Walsh    | Kim Adams     | 7,5  | —                                 |

### Forky Asks a Question
| Título                          | Ano(s) | Diretor(es)  | Estreia  |
| ------------------------------- | ------ | ------------ | -------- |
| O que é dinheiro?               | 2019   | Bob Peterson | Disney + |
| O que é um amigo?               | 2019   | Bob Peterson | Disney + |
| O que é arte?                   | 2019   | Bob Peterson | Disney + |
| O que é tempo?                  | 2019   | Bob Peterson | Disney + |
| O que é o amor?                 | 2019   | Bob Peterson | Disney + |
| O que é um computador?          | 2019   | Bob Peterson | Disney + |
| O que é um líder?               | 2019   | Bob Peterson | Disney + |
| O que é um animal de estimação? | 2019   | Bob Peterson | Disney + |
| O que é queijo?                 | 2020   | Bob Peterson | Disney + |
| O que está lendo?               | 2020   | Bob Peterson | Disney + |

### Pixar Popcorn
| Nº | Data de lançamento    | Distribuidora | Título original                                | Título no Brasil                                   | Título em Portugal                              | Diretor(es)                 | IMDb |
| -- | --------------------- | ------------- | ---------------------------------------------- | -------------------------------------------------- | ----------------------------------------------- | --------------------------- | ---- |
| 1  | 22 de janeiro de 2021 | Disney+       | To Fitness and Beyond                          | Em Forma e Além                                    | Para o Exercício e mais Além                    | Adam Rodriguez              | 6,4  |
| 2  | 22 de janeiro de 2021 | Disney+       | Unparalleled Parking                           | Estacionamento Incomparável                        | Estacionar sem Paralelos                        | James Ford Murphy           | 6,2  |
| 3  | 22 de janeiro de 2021 | Disney+       | Dory Finding                                   | Dory Procurando                                    | Dory Procura                                    | Michal Makarwicz            | 6,7  |
| 4  | 22 de janeiro de 2021 | Disney+       | Soul of the City                               | Soul: A Alma da Cidade                             | Alma da Cidade                                  | Christopher Chua            | 6,9  |
| 5  | 22 de janeiro de 2021 | Disney+       | Fluffy Stuff with Ducky and Bunny: Love        | Coisas Fofas com Patinho e Coelhinho: Amor         | Coisas Fofinhas com Ducky e Bunny: Amor         | Robert H. Russ              | 6,5  |
| 6  | 22 de janeiro de 2021 | Disney+       | Chore Day the Incredibles Way                  | Dia de Tarefas - Do Jeito dos Incríveis            | Dia das Tarefas - Faz como os Incríveis         | Alan Barillaro              | 7,7  |
| 7  | 22 de janeiro de 2021 | Disney+       | A Day of the Life of the Dead                  | Um Dia na Vida dos Mortos                          | Um Dia na Vida dos Mortos                       | Allison Rutland             | 6,7  |
| 8  | 22 de janeiro de 2021 | Disney+       | Fluffy Stuff with Ducky and Bunny: Three Heads | Coisas Fofas com Patinho e Coelhinho: Três Cabeças | Coisas Fofinhas com Ducky e Bunny: Três Cabeças | Robert H. Russ              | 6,8  |
| 9  | 22 de janeiro de 2021 | Disney+       | Dancing with the Cars                          | Dançando com os Carros                             | Dançar com os Carros                            | Juan Carlos Navarro Carrión | 6,1  |
| 10 | 22 de janeiro de 2021 | Disney+       | Cookie Num Num                                 | Cookie Nham-Nham                                   | Bolacha Nham Nham                               | Jae Hyung Kim               | 7,8  |

## Compilações
| Título da compilação                    | Data de lançamento     | Formato                        |
| --------------------------------------- | ---------------------- | ------------------------------ |
| Tiny Toy Stories                        | 29 de outubro de 1996  | VHS                            |
| Pixar Short Films Collection - Volume 1 | 6 de novembro de 2007  | DVD, Blu-ray, download digital |
| Carros Toons: Mater's Tall Tales        | 2 de novembro de 2010  | DVD, Blu-ray, download digital |
| Pixar Short Films Collection - Volume 2 | 13 de novembro de 2012 | DVD, Blu-ray, download digital |
| Toy Story Toons                         | 2012                   | DVD, Blu-ray                   |
| Carros Toons: Disco Bônus               | 2013                   | DVD                            |
| Radiator Springs 500½                   | 2014                   | DVD                            |
| Pixar Short Films Collection - Volume 3 | 13 de novembro de 2018 | DVD, Blu-ray, download digital |
| Forky Asks a Question                   | 10 de janeiro de 2020  | DVD, Blu-ray, download digital |

## Outro trabalho
A Pixar fez uma série de clipes apresentando Luxo e Luxo Jr. para Vila Sésamo, que eram Leve e Pesado, Surpresa, Subindo e descendo e Frente e verso. A Pixar também produziu diversos testes de animação, comumente confundidos com curtas teatrais, incluindo Beach Chair e Flags and Waves. Eles também produziram mais de 30 comerciais depois de vender sua divisão de software para se sustentar antes de Toy Story entrar em produção. Alguns de seus outros trabalhos incluem:
| Título                                             | Ano  | Comissionado por                            |
| -------------------------------------------------- | ---- | ------------------------------------------- |
| Blowin' in the Wind                                | 1985 |                                             |
| Beach Chair                                        | 1986 |                                             |
| Flags and Waves                                    | 1986 |                                             |
| Volume Visualization with the Pixar Image Computer | 1987 |                                             |
| Dance of the Waterlilies                           | 1989 | Toppan Printing                             |
| Wake Up                                            | 1989 | Tropicana                                   |
| Babies                                             | 1990 | Life Savers                                 |
| Galaxy                                             | 1990 | Toppan Printing                             |
| Dancing Cards                                      | 1990 | California Lottery                          |
| Quite a Package                                    | 1990 | Trident                                     |
| La Nouvelle Polo                                   | 1990 | Volkswagen                                  |
| Pump                                               | 1990 | Pillsbury                                   |
| Light &amp; Heavy and Surprise                     | 1990 | Sesame Street                               |
| Cracks                                             | 1991 | Fleischmann's                               |
| Moving Target                                      | 1991 | Cellular One                                |
| Gummie Savers Conga-Clio-award winner              | 1991 | Life Savers                                 |
| Life At The Beach                                  | 1991 | Life Savers                                 |
| Orange Kiwi Passion                                | 1991 | Tropicana                                   |
| Warehouse                                          | 1991 | Tropicana                                   |
| Three Fruits Dancing                               | 1991 | Tropicana                                   |
| Grand Opening                                      | 1991 | Toys "R" Us                                 |
| Lunchbox                                           | 1991 | Tetra Pak                                   |
| Boxer                                              | 1991 | Listerine                                   |
| Knight                                             | 1991 | Listerine                                   |
| Introduction                                       | 1991 | Apple Mac Classic                           |
| Interview                                          | 1992 | Volkswagen Polo                             |
| Swinging Bottle                                    | 1992 | Listerine                                   |
| Daydream                                           | 1992 | Tetra Pak                                   |
| Balloon                                            | 1992 | Kellogg's All-Bran                          |
| Hourglass                                          | 1992 | Kellogg's All-Bran                          |
| Logo                                               | 1992 | IBM                                         |
| Chomp Chomp                                        | 1992 | IncrediBites[carece de fontes?]             |
| Ladybug                                            | 1992 | La Poste                                    |
| In the Mood                                        | 1992 | Bunn Coffee Makers                          |
| Cello                                              | 1993 | Kellogg's All-Bran                          |
| Sprinkler                                          | 1993 | Kellogg's All-Bran                          |
| Front and Back and Up and Down                     | 1993 | Sesame Street                               |
| Hungry                                             | 1993 | Bank South[carece de fontes?]               |
| Chase                                              | 1993 | Bank South[carece de fontes?]               |
| Stranded                                           | 1993 | Tetra Pak                                   |
| Bursting                                           | 1993 | Carefree                                    |
| Chuckling Straws                                   | 1993 | Fresca                                      |
| Launching Magic                                    | 1993 | Jordan Magic Toothbrush[carece de fontes?]  |
| Ideas at Work                                      | 1993 | Dow Corning                                 |
| Arrows-Clio-award winner                           | 1994 | Listerine                                   |
| Mission                                            | 1994 | Listerine                                   |
| Kaleidoscope                                       | 1994 | Coca-Cola                                   |
| About to Uncover                                   | 1994 | Arm &amp; Hammer                            |
| Here, There and Everywhere                         | 1994 | Arm &amp; Hammer                            |
| Woman Getting What She Wants                       | 1994 | Levi's                                      |
| We've Got Taste                                    | 1994 | Nutri Grain                                 |
| Wacky Frootz-Clio-award winner                     | 1994 | Life Savers                                 |
| Fresh Salad                                        | 1994 | Boston Chicken                              |
| Shaping Up Nicely                                  | 1994 | Prime Option Credit Card[carece de fontes?] |
| Strong Option                                      | 1994 | Prime Option Credit Card[carece de fontes?] |
| Logo                                               | 1994 | Paramount Pictures                          |
| Balloon                                            | 1995 | Chips Ahoy                                  |
| Circus                                             | 1995 | Chips Ahoy                                  |
| Flamingo                                           | 1995 | Ortho                                       |
| Pinheads                                           | 1995 | Dockers                                     |
| Amazin' Straws                                     | 1995 | Hershey's                                   |
| Learning Lesson                                    | 1995 | Coca-Cola                                   |
| Secret Weapon'                                     | 1995 | Coca-Cola                                   |
| Pin Box                                            | 1995 | Coca-Cola                                   |
| Toy Story video game                               | 1995 | Disney Interactive                          |
| Art Store Break                                    | 1995 | McDonald's                                  |
| Christmas Conga                                    | 1995 | Tower Records                               |
| Magic Desktop                                      | 1996 | Sun Microsystems                            |
| Magnets-Clio-award winner                          | 1996 | Hallmark                                    |
| Check Me Out                                       | 1996 | Twizzlers                                   |
| Let Me In                                          | 1996 | Twizzlers                                   |
| The Tastetations                                   | 1996 | Hershey's                                   |
| Toy Story CD-Rom – "Out of the Box"                | 1996 | Disney Interactive                          |
| Wild Frijoles                                      | 1996 | Rosarita[carece de fontes?]                 |
| Shake It                                           | 1996 | Levi's Jeans for Women                      |
| Tex                                                | 1996 | THX                                         |
| Toy Story Treats                                   | 1996 | ABC                                         |
| Look Away                                          | 1997 | Nickelodeon & UNICEF                        |
| Moo Can                                            | 1997 | THX                                         |
| A Bug's Life – "Belt Loop 1"                       | 1998 | McDonald's                                  |
| A Bug's Life – "Belt Loop 2"                       | 1998 | McDonald's                                  |
| A Bug's Life – "Big Toys"                          | 1998 | McDonald's                                  |
| A Bug's Life – "Nothing Good on TV"                | 1998 | McDonald's                                  |
| A Bug's Life – "Nothing Good on TV Jr."            | 1998 | McDonald's                                  |
| A Bug's Life – "Watches"                           | 1998 | McDonald's Mexico                           |
| Filmreel Bumpers                                   | 1999 | Buena Vista Home Video                      |
| Toy Story 2 – "Up Periscope"                       | 2000 | McDonald's                                  |
| Toy Story 2 – "Remote"                             | 2000 | McDonald's                                  |
| Toy Story 2 – "Toys vs. Candy"                     | 2000 | McDonald's                                  |
| Toy Story 2 – "Surveillance"                       | 2000 | McDonald's                                  |
| Unknown Toy Story 2 Animations                     | 2000 | ABC                                         |
| Jessie's Acceptance Speech                         | 2000 | Cowgirl Hall of Fame                        |
| Vowellett – An Essay by Sarah Vowell               | 2005 |                                             |
| Tex Action inside the car                          | 2006 | THX                                         |
| Monster Moo Can                                    | 2009 | THX                                         |
| Toy Story's Search Story                           | 2010 | Google                                      |

Além disso, em 1988, o Grupo de Tecnologia Avançada da Apple produziu " Pencil Test ", um curta animado por computador para mostrar a linha Apple Macintosh II .   Embora a Pixar não fosse oficialmente afiliada a este filme, vários membros da equipe da Pixar aconselharam e trabalharam nele, incluindo os diretores John Lasseter, Andrew Stanton e o produtor Galyn Susman.  John Lasseter foi creditado como "Coach" nos créditos do filme.  O Pixar Co-op Program, parte do programa de desenvolvimento profissional da Pixar University, permite que seus animadores usem os recursos da Pixar para produzir filmes independentes.   O primeiro projeto CGI aceito no programa foi Borrowed Time (2016), dirigido pelos animadores da Pixar Andrew Coats e Lou Hamou-Lhadj ; todos os filmes aceitos anteriormente eram live-action. 

## Prêmios e Indicações
Os seguintes curtas-metragens foram indicados ao Oscar de Melhor Curta-Metragem de Animação.
| Ano  | Curta                      | Indicado                              | Resultado |
| ---- | -------------------------- | ------------------------------------- | --------- |
| 1987 | Luxo Jr.                   | John Lasseter e William Reeves        | Indicado  |
| 1989 | Tin Toy                    | John Lasseter e William Reeves        | Venceu    |
| 1998 | O Jogo de Geri             | Jan Pikava                            | Venceu    |
| 2002 | Coisas de Pássaros         | Ralph Eggleston                       | Venceu    |
| 2003 | O Novo Carro de Mike       | Pete Docter e Roger Gould             | Indicado  |
| 2004 | Pular                      | Bud Luckey                            | Indicado  |
| 2007 | Quase Abduzido             | Gary Rydstrom                         | Indicado  |
| 2009 | Presto                     | Doug Sweetland                        | Indicado  |
| 2011 | Dia e Noite                | Teddy Newton                          | Indicado  |
| 2012 | La Luna                    | Enrico Casarosa                       | Indicado  |
| 2016 | Os Heróis de Sanjay        | Nicole Paradis Grindle e Sanjay Patel | Indicado  |
| 2017 | Piper: Descobrindo o Mundo | Alan Barillaro e Marc Sondheimer      | Venceu    |
| 2018 | Lou                        | Dave Mullins e Dana Murray            | Indicado  |
| 2019 | Bao                        | Domee Shi e Becky Neiman Cobb         | Venceu    |
| 2021 | A Toca                     | Madeline Sharafian e Michael Capbarat | Indicado  |

## Ligações Externas
- Short Films da Pixar